# Железнодорожный район (Пенза)
Железнодорожный район — один из четырёх районов города Пенза, расположен в восточной части города. Образован 1 февраля 1963 г. Указом Президиума Верховного Совета РСФСР. Население — 109 478 чел. (2021). 

## Микрорайоны и улицы
По состоянию на начало 2015 года в составе территории Железнодорожного района числятся 267 улиц, 194 проезда, 1 переезд, 27 переулков, 2 тупика, 4 площади, 132 территории садоводческих товариществ, 6 кордонов, 1 Военный городок, 7 блокпостов, а также территории посёлков Камыши-Хвощи, Монтажный, Победа, Подлесный, Сосновка, Шуист, 3 лагерей, 3 станций, 1 дороги, 4 лесничеств и др. [3]

## Население
| 1970     | 1979     | 1989     | 2002     | 2009     | 2010     | 2012     |
| -------- | -------- | -------- | -------- | -------- | -------- | -------- |
| 91 879   | ↗94 800  | ↗113 403 | ↘107 188 | ↘106 122 | ↗110 441 | ↗111 191 |
| 2013     | 2014     | 2015     | 2016     | 2017     | 2018     | 2020     |
| ↗111 800 | ↗113 019 | ↗113 631 | ↗115 589 | ↘115 018 | ↘114 572 | ↘114 408 |
| 2021     |          |          |          |          |          |          |
| ↘109 478 |          |          |          |          |          |          |

## Промышленность и торговля
В Железнодорожном районе действует 2660 предприятий и организаций различных форм собственности. На территории района расположена крупнейшая в области Теплогенерирующая компания № 6, около 30 ведущих промышленных предприятий. В их числе ОАО «Маяк», ОАО «Биосинтез», ОАО «Пензенский арматурный завод», Пензенский научно-исследовательский институт электронно-механических приборов (НИИЭМП), ОАО «Пензенский комбинат хлебопродуктов», ОАО «Дрожжевой завод Пензенский», ЗАО «Исток», ЗАО ПТФ «Пекоф», сосредоточено значительное количество строительных и транспортных предприятий, предприятий торговли и общественного питания .

## Транспорт
На территории района находится филиал Куйбышевской железной дороги ОАО «РЖД» в г. Пензе, расположены вокзалы станций Пенза I, Пенза II, Пенза III, Пенза IV, а также крупнейший в области автовокзал.

## Здравоохранение
Представлено ГБУЗ «Городская больница № 2», МБУЗ «Пензенская городская клиническая больница № 4», НУЗ "Отделенческая клиническая больница на ст. Пенза ОАО «РЖД», МУП «Пензенская объединенная хозрасчетная поликлиника», ГБУЗ «Пензенская областная станция переливания крови», ГБУЗ «Пензенский областной медицинский информационно-аналитический центр» МИАЦ.

## Образование
В районе расположены Пензенский государственный аграрный университет, Колледж промышленных технологий (Пензенской государственной технологической академии), филиал САМГУПС, Пензенский колледж транспортных технологий, Пензенский техникум сферы быта и услуг, 1 отделение Пензенского многопрофильного колледжа, 1 гимназия, 13 средних общеобразовательных школ, 1 лицей, 1 кадетская школа, 11 детских садов.

## Спорт
В Железнодорожном районе располагаются 4 стадиона, 1 физкультурно-оздоровительный комплекс, спортивный комплекс ПГСХА, дворец спорта «Олимпийский», каток АНО ЦСРФКС «Лидер», ледовый дворец «Золотая шайба», МОУ ДОД СДЮСШОР «Витязь», мотодром «Сура», трасса ВМХ спорта, 6 плавательных бассейнов, 156 плоскостных спортсооружений, 45 спортзалов.

## Культура
На территории железнодорожного района расположен Пензенский Театр Юного Зрителя, он базируется в здании бывшего ДК "Маяк", сквер им. Ф. Э. Дзержинского, дворец культуры железнодорожников им. Ф. Э. Дзержинского, Пензенский музей железной дороги, Центр культуры и досуга «Маяковский», Пензенский областной Дом народного творчества, 9 библиотек, 3 детских музыкальных школы, 3 школы искусств, 1 детская художественная школа. Кроме того, расположены памятники: памятник «Слава воинам защитникам Отечества», памятник «65 лет Великой Победы», памятник В. И. Ленину на ул. Дружбы, памятник погибшим в годы Великой Отечественной войны, памятник Ф. Э. Дзержинскому на ул. Октябрьская, монумент «Бессмертен подвиг советского народа», монумент «Автомобиль фронтовых дорог и ветеран послевоенных пятилеток».